# Lords of Dogtown
Lords of Dogtown è un film del 2005, diretto da Catherine Hardwicke.
Il film è scritto da Stacy Peralta, già autore del documentario Dogtown and Z-Boys.

## Trama
Il film trae spunto da una storia vera e parla di un gruppo di amici che negli anni settanta rivoluzionò il mondo dello skateboard contaminandolo con le classiche figure del surf. I ragazzi sono tutti originari della zona di Venice Beach che divenne una vera e propria icona dello skateboard. Questo gruppo di adolescenti passa le giornate divertendosi con le allora nuove tavole dotate di ruote in uretano, con le quali riescono ad effettuare spettacolari acrobazie nelle piscine dei ricchi di Beverly Hills svuotate dalla siccità del 1975. Quei ragazzi sono oggi delle vere e proprie icone dello skateboard, come Stacy Peralta, Tony Alva e Jay Adams. Il negozio di surf che frequentavano abitualmente, il "Jeff Ho Surfboards and Zephyr Productions" aveva sede a Santa Monica, California. Uno dei proprietari del negozio, Skip Engblom, fonderà poi lo "Zephyr Skate Team", da cui Z-Boys (Zephyr Boys).

### Nome dei veri Z-Boys
- Skip Engblom, fondatore dello Zephyr Skate Team, compare in una scena nel ruolo dell'arbitro che dà il via a una gara di discesa su skateboard.
- Stacy Peralta compare in una scena nel ruolo di regista televisivo che intervista Stacy Peralta (John Robinson).
- Jay Adams e Tony Alva compaiono in una scena come amici di famiglia di Jay Adams (Emile Hirsch).
- Bob Biniak compare nel ruolo di gestore di un ristorante.

### Curiosità
- Skip Engblom ha voluto Heath Ledger come interprete di sé stesso.
- L'agente di sicurezza che dice a Skip Engblom di fare la fila durante la prima gara del team ha una toppa sulla spalla con scritto "Del Mar" lo stesso cognome del personaggio che interpreta Heath Ledger nel film I segreti di Brokeback Mountain.
- Il pluri-campione mondiale di skateboard Tony Hawk compare nel ruolo di un astronauta che, durante un servizio fotografico, cade da uno skateboard.
- il Poliziotto che si vede quando Stacy è a Londra per promuovere il tour è Lance Mountain un membro della Bones Brigade Powell-Peralta.
- Il gruppo che suona alla festa nel locale è la band punk Rise Against, che interpreta Nervous Breakdown, dei Black Flag.
- Nella scena dove Jay torna a casa e incontra il promoter per fargli cantare lo spot, la persona che gli chiede all'inizio della scena la birra è il vero Jay Adams vero Lord of dogtown

## Colonna sonora
Dal film è stato prodotto anche un cd contenente i seguenti brani:
1. Death Or Glory - Social Distortion
2. Long Way To Go - Alice Cooper
3. Hair Of The Dog - Nazareth
4. I Just Want To Make Love To You - Foghat
5. Fox On The Run - Sweet
6. Old Man - Neil Young
7. Motor City Madhouse - Ted Nugent
8. Turn To Stone - Joe Walsh
9. One Way Out - The Allman Brothers Band
10. Fire - Jimi Hendrix
11. Space Truckin' - Deep Purple
12. Success - Iggy Pop
13. Suffragette City - David Bowie
14. Iron Man - Black Sabbath
15. Nervous Breakdown - Rise Against
16. 20th Century Boy - T. Rex
17. Maggie May - Rod Stewart
18. Wish You Were Here Radiohead feat. Sparklehorse
19. Voodoo Child - Jimi Hendrix